# Blauzungenskinke
Die Blauzungenskinke oder Blauzungen (Tiliqua) sind eine Gattung aus der Familie der Skinke (Scincidae) innerhalb der Schuppenkriechtiere (Squamata), deren Vertreter sich vor allem durch eine teilweise oder gänzlich blaue Zunge auszeichnen.

## Merkmale
Blauzungenskinke sind mittelgroße bis sehr große, kräftig gebaute Skinke. Die größten Arten erreichen Gesamtlängen von bis zu 55 cm, die Schwanzlänge entspricht bei den meisten Arten ungefähr der Kopf-Rumpf-Länge. Charakteristisches Merkmal der Gattung ist eine große, blaue Zunge. Der Kopf ist kegelförmig, der Körper walzenförmig, die Schuppen bei den meisten Arten glatt. Sie besitzen vier kurze Beine mit fünf jeweils gleich langen Zehen. Das untere Augenlid ist beweglich. Ohröffnungen sind vorhanden.

## Vorkommen
Sechs der sieben Arten bewohnen Australien, eine weitere Art kommt auch auf Neuguinea und einigen südostasiatischen Inseln vor. Zu den von Blauzungenskinken genutzten Lebensräumen gehören Halbwüsten, Buschsteppen, lichte Wälder, und seltener auch feuchte Wälder. Blauzungenskinke dringen auch regelmäßig in urbane Räume vor.

## Lebensweise
Blauzungenskinke sind tagaktive Bodenbewohner, die sich recht langsam fortbewegen. Als Verstecke nutzen sie unter anderem Hohlräume unter umgefallen Baumstämmen, dichte Vegetation und Baue. Sie fressen Blüten, Früchte, Samen, Blätter, Gliederfüßer, Schnecken, Eier und kleine Wirbeltiere. Wenn sich Blauzungenskinke bedroht fühlen, drohen sie mit aufgeblähtem Körper, hissen und zeigen ihre blaue Zunge.

## Fortpflanzung
Blauzungenskinke sind ovovivipar, gebären also lebende Jungtiere. Bei einigen Arten trägt das Weibchen bis zu 25 Junge aus.

## Systematik
Aktuell werden in der Gattung Tiliqua 7 Arten unterschieden, die sich sowohl in Färbung, Beschuppung als auch (zum Teil) durch ihr Verbreitungsgebiet voneinander abgrenzen.
| Deutscher Name                       | Wissenschaftlicher Name                   | Verbreitung | Gefährdungsstufe Rote Liste der IUCN | Anmerkungen  | Bild                                                         |
| ------------------------------------ | ----------------------------------------- | --- | ------------------------------------ | ------------ | ------------------------------------------------------------ |
| Zwergblauzungenskink                 | Tiliqua adelaidensis (Peters, 1863)       | Mid North in South Australia                                                                                               | (Endangered – stark gefährdet)       | monotypisch  |                                                              |
| Riesenblauzungenskink                | Tiliqua gigas (Schneider, 1801)           | Neuguinea und östliches Indonesien                                                                                         | (Not Evaluated – nicht beurteilt)    | 3 Unterarten | Riesenblauzungenskink (Tiliqua gigas)                        |
| Zentralaustralischer Blauzungenskink | Tiliqua multifasciata Sternfeld, 1919     | New South Wales, Northern Territory, Queensland, South Australia und Western Australia                                     | (Least Concern – nicht gefährdet)    | monotypisch  | Zentralaustralischer Blauzungenskink (Tiliqua multifasciata) |
| Schwarzgelber Blauzungenskink        | Tiliqua nigrolutea (Quoy & Gaimard, 1824) | Südöstliches Australien, Tasmanien und Inseln der Bass-Straße                                                              | (Not Evaluated – nicht beurteilt)    | monotypisch  | Schwarzgelber Blauzungenskink (Tiliqua nigrolutea)           |
| Westlicher Blauzungenskink           | Tiliqua occipitalis (Peters, 1863)        | W- und S-Western Australia, große Teile von South Australia, S-Northern Territory sowie NW-Victoria und SW-New South Wales | (Least Concern – nicht gefährdet)    | monotypisch  | Westlicher Blauzungenskink (Tiliqua occipitalis)             |
| Tannenzapfenechse                    | Tiliqua rugosa (J. E. Gray, 1825)         | Südliches und Westliches Australien                                                                                        | (Least Concern – nicht gefährdet)    | 4 Unterarten | Tannenzapfenechse (Tiliqua rugosa)                           |
| Gemeiner Blauzungenskink             | Tiliqua scincoides (White, 1790)          | weite Landesteile Australiens                                                                                              | (Least Concern – nicht gefährdet)    | 3 Unterarten | Gemeiner Blauzungenskink (Tiliqua scincoides)                |

## Fossiler Beleg
Die größte bekannte Art der Blauzungenskinke wurde 2009 fossil aus dem Pliozän und Pleistozän beschrieben. Sie erhielt den Namen Tiliqua frangens und war mit 2,4 kg doppelt so schwer wie die rezenten Blauzungenskinke und wie die Tannenzapfenechse stark gepanzert.

## Belege
1. 1 2 3 4 5 6  
S. Wilson, G. Swan: A complete guide to reptiles of Australia. New Holland Publishers, 2010, ISBN 978-1-877069-76-5.
2. 1 2 3  
M. Rogner: Echsen. Band 2, Eugen Ulmer Verlag, 1994, ISBN 3-8001-7253-4.
3. ↑  
Tiliqua In: The Reptile Database; abgerufen am 22. Mai 2011.
4. ↑  Kailah M. Thorn, Diana A. Fusco, Mark N. Hutchinson, Michael G. Gardner, Jessica L. Clayton, Gavin J. Prideaux, Michael S. Y. Lee: A giant armoured skink from Australia expands lizard morphospace and the scope of the Pleistocene extinctions. In: Proceedings of the Royal Society B: Biological Sciences. Band 290, Nr. 2000, 14. Juni 2023, ISSN 0962-8452, doi:10.1098/rspb.2023.0704, PMID 37312544, PMC 10265006 (freier Volltext).